# Echinuria australis
Echinuria australis är en rundmaskart som beskrevs av Clark 1979. Echinuria australis ingår i släktet Echinuria och familjen Acuariidae. Inga underarter finns listade i Catalogue of Life.